# Heronax pallescens
Heronax pallescens är en insektsart som först beskrevs av William Lucas Distant 1907.  Heronax pallescens ingår i släktet Heronax och familjen Derbidae. Inga underarter finns listade i Catalogue of Life.